# Куро-Искитим (деревня)
Куро-Искитим (в народе — Плешки) — упразднённая деревня, располагавшаяся на юге современной территории города Кемерово. Территория упразднённой деревни занимают городские кладбища и находится в микрорайоне (посёлке) Плешки в Заводском районе г. Кемерово.

## История
Деревня Куро-Искитим была основана в 1650 году.
Находилась в Комиссаровском сельсовете с 1925 года, который до 1930 года подчинялся Щегловскому райисполкому. После слияния Кемеровского и Щегловского районов в 1930 году Щегловский исполком Комиссаровского сельсовета стал подчиняться Щегловскому горсовету. В 1932 году в связи с переименованием города Щегловска в город Кемерово Комиссаровский сельсовет подчинился Кемеровскому горисполкому.
Присоединена к Заводскому району г. Кемерово 26.03.1945, вместе с образованием самого Заводского района.

## География
Располагалась на правом берегу реки Куро-Искитим, при впадении малого притока Малая Винокурка. Улиц не было.

## Население
В 1926 году в ней было 177 хозяйств и 790 жителей.

## Инфраструктура
На территории д. Куро-Искитим находились: Куро-Искитимская школа (сейчас школа № 88 г. Кемерово), колхоз «2-я Пятилетка», «Промколхоз им. Буденного», усадьба Кемеровской МТС, база Заготскот. В феврале 1940 года произошел раздел Промколхоза им. Буденного на сельхозартель «К новым победам» и «Промколхоз им. Буденного».